# روت دانلی
روت دانلی (انگلیسی: Ruth Donnelly، ‏ ۱۷ مهٔ ۱۸۹۶ – ۱۷ نوامبر ۱۹۸۲) بازیگر اهل ایالات متحده آمریکا بود.
از فیلم‌ها یا برنامه‌های تلویزیونی که وی در آن نقش داشته‌است، می‌توان به مرا ستاره کن، آقای دیدز به شهر می‌رود، جشن فوتلایت، زنگ‌های کلیسای مریم مقدس، زن، آقای اسمیت به واشینگتن می‌رود، برگ‌های پاییزی، و آبی وحشی دوردست اشاره کرد.